# Сокольский (Краснодарский край)
Сокольский (иногда Сокальский) — хутор в Усть-Лабинском районе Краснодарского края России. Входит в состав Железного сельского поселения.
Постоянного населения нет.

## География
Расположен на берегу запруженной балки Кирпили (Новая) (левый приток реки Кирпили) в 7 км к северо-востоку от центра сельского поселения — хутора Железного.

## История
Хутор существовал до 1970-х годов. В 2008 году был вновь образован, а в 2009 году утверждено его название. В 2010 году вошёл в состав Железного сельского поселения.
В Сокольском 4 улицы. В 2014 году им были присвоены названия Дубовая аллея, Колхозная, Конюшенная и Садовая.

## Известные люди
В хуторе родился Езубов, Алексей Петрович — депутат Государственной думы 5-го созыва.
Загородная резиденция Олега Дерипаски.

## Население
| 2002 | 2010 |
| ---- | ---- |
| 0    | →0   |